# Östgrönländska strömmen

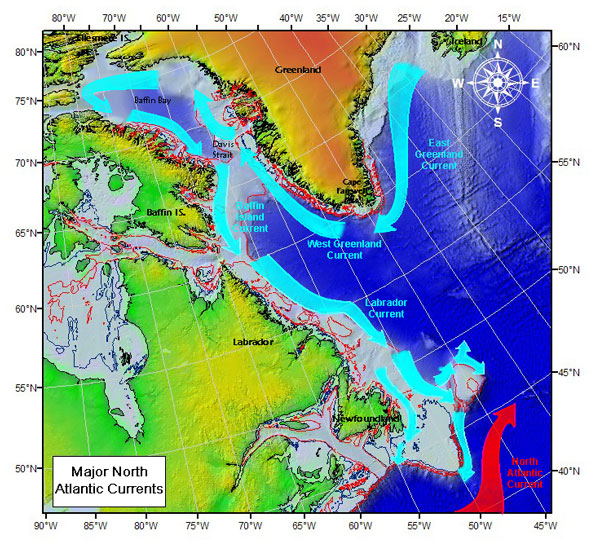
Östgrönländska strömmen går längs Grönlands östkust.

Östgrönländska strömmen (även: Östra Grönlandsströmmen) är en havsström som transporterar kallt vatten med låg salthalt från Norra ishavet längs med Grönlands östkust. Det är en av de fem viktigaste havsströmmar som skapar den virvel som skapar det stora utflöde av kallt, arktiskt vatten ut i Atlanten.
Östgrönländska strömmen är en viktig transportväg för havsis från Arktis till Nordatlanten. Mer än 90 procent av den havsis som lämnar Arktis transporteras längs östra Grönland.